# Стамбульський саміт НАТО 2004
Стамбульський саміт НАТО 2004 (англ. 2004 Istanbul summit) — 17-та зустріч на вищому рівні глав держав та голів урядів країн-членів Північноатлантичного альянсу, що проходила з 28 по 29 червня 2004 року в Стамбулі. Головною темою саміту було обговорення процесу трансформації Альянсу, на якій наголошували ще на попередньому Празькому саміті у 2002 році, а також створення перехідного етапу від часів «холодної війни» до коаліційного об'єдання 21-го століття через нові загрози порушення безпеки у світі.
Перед початком саміту глави держав та голови урядів країн-учасниць НАТО привітали сімох нових членів Альянсу, які були прийняті Організацією 2 квітня 2004 року (Болгарія, Естонія, Латвія, Литва, Румунія, Словаччина, Словенія).
На саміті також обговорювали розширення військової присутності Альянсу в Афганістані, а з Боснії і Герцеговини — виведення контингенту. Окрім цього, учасники саміту під час обговорень узгодили надання допомоги Іраку у вигляді навчань, а також вжиття заходів щодо поліпшення оперативних можливостей НАТО в країнах Близького Сходу.
Особлива увага під час саміту була прикута стосункам Росія-НАТО. На офіційній зустрічі глав держав та голів урядів здивувала відсутність російського президента Володимира Путіна, а також занепокоєння щодо повільного процесу ратифікації адаптованого договору про розташування збройних сил в Європі. Крім цього, учасники саміту відзначили бездіяльність російських колег стосовно виведення військового контингенту з Грузії та Молдови.
Окремо лідери країн НАТО привітали прогрес, досягнутий Україною у комісії НАТО-Україна, та її прагнення щодо повноцінного членства в Альянсі.

## Заходи безпеки

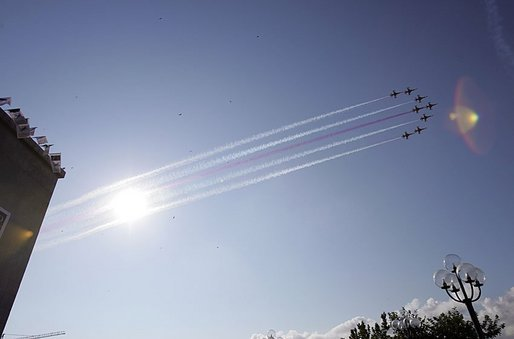
Винищувачі над Стамбулом у день відкриття саміту

Через загрозу терактів турецьким урядом були вжиті безпрецедентні заходи безпеки. Були залучені турецькі військові кораблі, турецький командос, який патрулював Босфор, літаки спостереження, винищувачі F-16, які проводили моніторинг над містом, вертольоти, бронетехніка тощо. Вулиці Стамбула патрулювало від 23 000 до 24 000 тисяч поліцейських. Протока Босфор була закрита для нафтових танкерів; підземна залізнична система була призупинена, а цілі райони оточені.
На другий день проведення саміту в головному аеропорту Стамбула стався невеликий вибух, через який троє робітників отримали легкі поранення.
Незручність, яка була викликана заходами безпеки, піддалася жорсткій критиці з боку декількох місцевих газет. Газета «Cumhuriyet», наприклад, назвала таку ситуацію «ганьбою» і зазначила, що Стамбул і Анкара на 2 доби виглядали «мертвими містами».

## Демонстрації

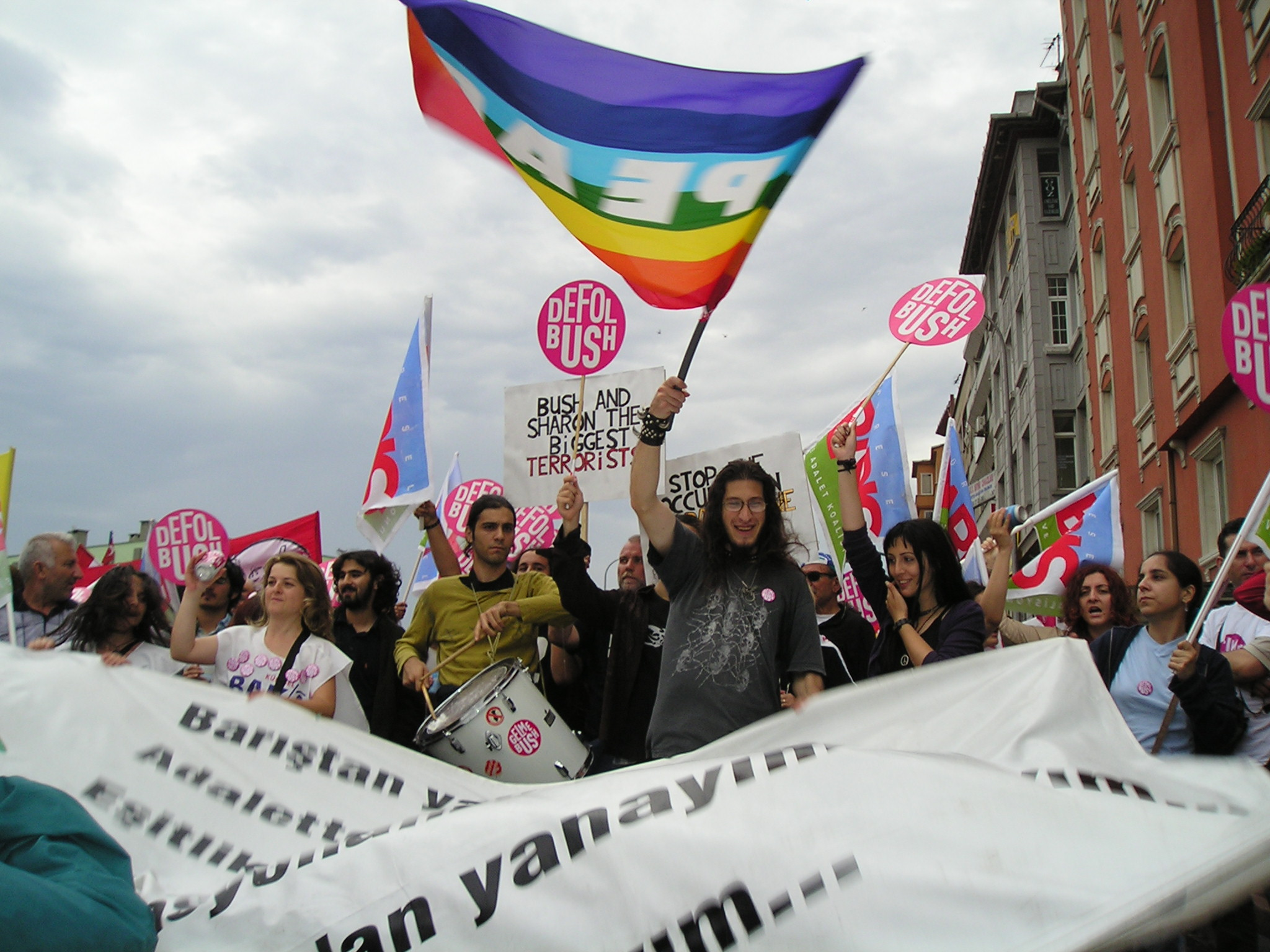
Протестуючі проти проведення саміту в Стамбулі

На початку червня 2004 року по всій території Туреччини стався сплеск щоденних протестів проти проведення в Стамбулі запланованого саміту НАТО. Чим ближче було до саміту, тим більші проводилися демонстрації. Так, наприклад, 16 червня турецькі поліцейські затримали близько 40 осіб під час протестної ходи, а 21 червня поліція застосувала водомети проти мітингуючих. Протестуючі забарикадували вулиці, тому поліцейські були вимушені застосувати навіть бронетехніку для розгону активістів, які кидали у сторону поліції пляшки із запальною сумішшю.
Демонстранти, насамперед, протестували проти американської зовнішньої політики (зокрема проти війни в Афганістані та війни в Іраку). Турецька опозиція теж не залишилась поза увагою, а тому підключилась до протестів: опозиціонери мітингували проти присутності НАТО на Балканах, проти самого Альянсу і проти нової ролі НАТО у світі.
За день до саміту Джордж Буш вирушив до Анкари на заздалегідь заплановані зустрічі з турецькими лідерами. Того дня на вулицях Стамбула і Анкари було більше десятка тисяч демонстрантів, які протестували проти приїзду до Туреччини Президента США.
28 червня демонстранти спробували зірвати зустріч НАТО, влаштувавши кілька одночасних масових демонстрацій по всьому місту. Між протестуючими і поліцейськими сталася сутичка: турецький підрозділ поліції швидкого реагування був вимушений відганяти протестувальників сльозогінним газом. Щонайменше 30 демонстрантів постраждало під час цих акцій протесту, в тому числі п'ять поліцейських, які були важко поранені. Близько 20 демонстрантів було затримано.

## Саміт

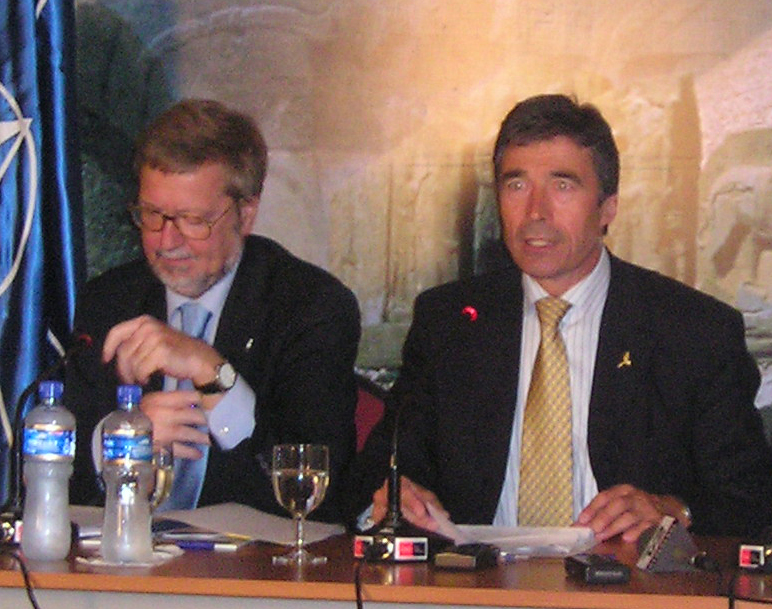
Міністр закородонних справ Стіг Меллер та прем'єр-міністр Данії Андерс Фог Расмуссен

Стамбульський саміт складався з чотирьох основних частин, всі які відбулися у виставковому центрі Стамбула «Лютфі Кірдар»:
- засідання Північноатлантичної ради — найвищого органу прийняття політичних рішень НАТО. У цьому засіданні взяли участь глави держав і голови урядів від кожної з 26 країн-членів Альянсу;
- засідання комісії Росія-НАТО, яке відбулося тільки на рівні міністрів закордонних справ;
- засідання комісії НАТО-Україна;
- засідання Ради євроатлантичного партнерства.

Крім цих зустрічей, було заплановано прес-конференцію для глав держав і голів урядів. На другий день саміту представниками країн-членів НАТО підписано Стамбульську декларацію — «Наша безпека в нову еру». У цій заяві лідери стисло виклали основні тези дводенного саміту.
Також на саміті привітали вступ до Альянсу нових сімох членів — учасників колишнього Варшавського договору: Литву, Латвію, Естонію, Словаччину, Словенію, Болгарію і Румунію.

## Засідання Північноатлантичної ради

### Військова присутність в Афганістані
За кілька днів до саміту Генеральний секретар НАТО Яап де Хооп Схеффер назвав Афганістан «пріоритетом номер один». Під час саміту члени НАТО офіційно домовилися, що під керівництвом НАТО міжнародна коаліційна місія зі сприяння безпеці в Ісламській Республіці Афганістан візьме на себе командування чотирма додатковими групами в 4-х провінціях (Мазарі-Шариф, Меймене, Файзабад і Баглан). До цього міжнародні сили забезпечували безпеку тільки навколо столиці Афганістану (Кабул). Керівництво НАТО також пообіцяло посилити свої миротворчі сили з 6 500 до 10 000 військових, задля безпечного проведення запланованих президентських виборів в країні.

### SFOR
Члени НАТО відликали мандат місії НАТО з підтримки миру в Боснії і Герцеговині, яка почала свою роботу в 1996 році. Глави держав і голови урядів країн-учасниць Північноатлантичного альянсу привітали рішення Європейського Союзу щодо створення чергової місії, яка візьме на себе зобов'язання з надання допомоги деяким регіонам країни.

### Близький Схід
Саміт засвідчив часткове зрушення з місця в пріоритетах Альянсу щодо залучення країн Близького Сходу до спільної співпраці, особливо в тих стратегічних регіонах, чия безпека і стабільність тісно пов'язано з євроатлантичною безпекою. Лідери країн-членів НАТО заявили про продовження співробітництва з країнами Середземноморського діалогу.

### Ірак
Під час засідання Північноатлантичної ради лідери країн НАТО обговорили надання обмеженої допомоги у вигляді навчань іракським силам безпеки. За підтримкою до НАТО звернувся Тимчасовий уряд Іраку, який, відповідно до резолюцією 1546 Ради Безпеки Організації Об'єднаних Націй, закликає Альянс та інших міжнародних та регіональних організацій сприянню допомоги. Проти надання допомоги виступила Франція, яка наполягала на навчаннях за межами Іраку (пізніше до неї долучилася і Німеччина), в той час як Сполучені Штати висловлювалися щодо навчання на території Іраку. Як наслідок, угода не була підтримана, але участь у навчаннях багатонаціональних сил в Іраку була залишена на розсуд окремих членів альянсу.

## Засідання комісії Росія-НАТО
Напередодні саміту 17 травня 2014 року Генеральний секретар НАТО Яап де Хооп Схеффер у своїй промові зазначив, що Путін дав зрозуміти, що він відвідає саміт, «якщо його умови будуть виконані». За словами генсека не було ясно, які умови знаходились в стадії обговорення, але він припустив, що умови Путіна, мабуть, стосувалися виключної ролі Росії у рішеннях комісії Росія-НАТО стосовно триваючої військової присутності контингенту в Молдові і Грузії (вивід контингенту було зобов'язанням Росії, яку вона взяли на себе в Організації з безпеки і співробітництва в Європі (ОБСЄ) 1999 року).
Коли представники НАТО зазначили, що Путін, ймовірно, не візьме участь у саміті, міністр закордонних справ Росії Сергій Лавров ще раз налогосив на важливості ролі Москви у питаннях комісії Росія-НАТО. У зв'язку з відмовою Путіна відвідати Стамбульський саміт, зустріч відбулася тільки на рівні міністрів закордонних справ. Росію представляв — Сергій Лавров.
За два дні до саміту 26 червня заступник Держсекретаря США Ніколас Бернс і посол США в Росії Олександр Вершбоу написали спільну заяву, в якій вони зазначили, що в останній час відносини між НАТО і Росією були хорошими, і що НАТО і Росія помалу, але впевнено крокує у сторону партнерства. Однак під час саміту стало помітно, що Росія і НАТО віддаляються один від одного: нератифікація адаптованого ДЗЗСЄ і невиконання Росією своїх зобов'язань в рамках ОБСЄ (про виведення російських військ з Молдови і Грузії). Також іншою причиною напружених стосунків між Росією і НАТО стало приєднання семи східноєвропейських держав до Альянсу в березні 2004 року. За день до саміту Росія закликала НАТО поважати свої інтереси безпеки і висловила свою занепокоєнність з приводу активізації діяльності НАТО на Кавказі і в Центральній Азії.
Під час засідання комісії Росія-НАТО лідери країн-членів НАТО і Генеральний секретар НАТО ще раз акцентували увагу Росії щодо виконання її зобов'язань (нератифікація адаптованого ДЗЗСЄ і невиконання Росією зобов'язань в рамках ОБСЄ про виведення російських військ з Молдови і Грузії). Як відповідь, міністр закордонних справ Росії Сергій Лавров заявив, що «політичні домовленості не мають терміну початку чи кінця дії».
У ході зустрічі Росія також звернула увагу членів НАТО на зіткнення з погрозами від її південних сусідів: можливість пуску ракет з Ірану і поширення ісламського тероризму. Полковник Анатолій Циганок (керівник Центру військового прогнозування Росії) заявив, що НАТО не звертає уваги на позицію Росії, тому що керівники НАТО мають ті самі розумові стереотипи, що закарбувалися в пам'яті з часів холодної війни; що більша частина Західної еліти до сих пір вважає Росію — СРСР, ігноруючи той факт, що Росія не тільки має нові кордони, а й нові прагнення, нових міжнародних партнерва та нові загрози.

## Засідання комісії НАТО-Україна
Зустріч була проведена між керівниками НАТО і Президентом України Леонідом Кучмою. Члени НАТО висловили вдячність за зусилля України щодо міжнародної підтримки миру, такі як КФОР. У ході комісії Україна запропонувала підтримати операції, що проводилися в Середземному морі (військово-морські операції НАТО, які призначені запобіганню пересування терористів зі зброєю масового ураження). Було також розглянуто питання у сфері оборонної співпраці між НАТО і Україною і можливий початок здійснення партнерства в інтересах Цільового фонду миру.
Представники НАТО привітали прагнення України домогтися повної інтеграції в Альянс, але підкреслили, що інтеграція неможлива без багатьох військових реформ, а також прихильності цінностям, які лежать в основі Альянсу: демократія, верховенство права, свобода слова, прозорі вибори тощо. Генеральний секретар НАТО розкритикував Кучму за утиск преси і за жахливу підготовку до українських президентських виборів у листопаді 2004 року.

## Засідання Ради євроатлантичного партнерства
Засідання Ради євроатлантичного партнерства було проведено формально і жодних конкретних пропозицій або результатів не містило. Відбулися декілька зустрічей членів ради з керівниками держав та урядів, зокрема відбулася розмова лідерів країн НАТО з президентом Афганістану Хамідом Карзаєм, який підкреслив, що хоч і багато належить зробити ще Афганістану, щоб стати мирною, стабільною і демократичною країною, все ж його країна докладе максимум зусиль, щоб в найкоротший строк повністю інтегруватися в міжнародне співтовариство.
Також відбулися зустрічі з главами держав Боснії і Герцеговини, Сербії, Чорногорії, які були запрошені на саміт як спостерігачі. Члени НАТО привітали зусилля цих країн щодо інтеграції в Альянс.
Деяких учасників засідання, також акредитованих журналістів, здивувала відсутність Президента Вірменії Роберта Кочаряна, який відмовився приєднатися до саміту, аби привернути увагу Альянсу до проблем у відносинах між Вірменією і Туреччиною, а також у відмові останньої визнати загибель майже мільйона вірмен в роки Першої світової війни геноцидом вірменського народу.

## Передача суверенітету Іраку

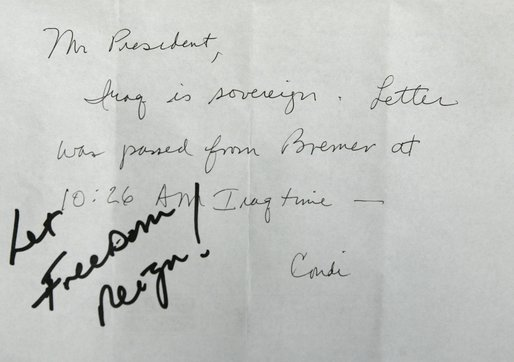
Лист Кондолізи Райс Джорджу Бушу з написом президента «Нехай царює свобода!»

Широкий резонанс на саміті отримала звістка про передачу суверенітету Іраку. Під час спільної конференції Президент США Джордж Буш і прем'єр-міністр Великої Британії Тоні Блер привітали передачу суверенітету Іраку. А незадовго до цього радник з національної безпеки США Кондоліза Райс передала Президентові США Джорджу Бушу записку, в якій було зазначено, що «Ірак — суверенна країна». На цій же записці Буш відповів «Нехай царює свобода!».